# Gidi
Gidi là một thị trấn thống kê (census town) của quận Hazaribag thuộc bang Jharkhand, Ấn Độ.

## Nhân khẩu
Theo điều tra dân số năm 2001 của Ấn Độ, Gidi có dân số 13.659 người. Phái nam chiếm 55% tổng số dân và phái nữ chiếm 45%. Gidi có tỷ lệ 68% biết đọc biết viết, cao hơn tỷ lệ trung bình toàn quốc là 59,5%: tỷ lệ cho phái nam là 76%, và tỷ lệ cho phái nữ là 59%. Tại Gidi, 14% dân số nhỏ hơn 6 tuổi.